# A reformáció és ellenreformáció korának evangéliumi keresztyén egyházi írói
A reformáció és ellenreformáció korának evangéliumi keresztyén egyházi írói egy magyar nyelvű vallásos könyvsorozat volt 1935 és 1948 között, szerkesztője Incze Gábor református lelkész.

## Kötetei

### 1935–1948
- Szemelvények Csikesz Sándor, B. Pap István, Payr Sándor és Zoványi Jenő tanulmányával (1935)
- Alvinczi Péter: Az Úrnak Szent Wacsorájáról való reovid intes az Szent Pál apostol tanítása szerent. Egy néhány szükséges kérdésekkel és feleletekkel egyetemben (1935)
- Szöllősi Mihály: Az úrért s hazájokért elszéledett és számkivettetett bujdosó magyarok füstölgő csepüje (1935)
- Medgyesi Pál: Praxis pietatis azaz kegyesség-gyakorlás (1936)
- Melius Juhász Péter: A Szent Pál apastal levelének, mellyet a colossabelieknek irt predicacio szerént való magyarázatja (1937)
- Nagy Szőlősi Mihály: Az Isten házában meggyújtatott lobogó szövétnek, vagy A lelki pásztorságnak tiszta tüköre... Colosvár 1676 (1937)
- Polgári Gáspár: Mérges golyóbis, magyarábban magyar vitéz meggyászolására méltó mérges káromkodása. 1706 (1938)
- Tarpai Szilágyi András: Pápisták kerengője, mellyet mostan magyar nyelven az igasságszeretőknek kedvekért ki-ád T. Sz. A. Nyomattatott 1661 (1938)
- Melius Juhász Péter: Az Urnac vaczoraiarol valo koezenséges keresztyéni vallás, 1559 (1939)
- Szenczi Molnár Albert (művei, 1939)
- Kallai Albert: Predicatio, mellyet az jó emleközetű Druget Homonnai István tizteseges temetsegén praedicállot. Bártfa, 1599 (1940)
- Otrokocsi Fóris Ferenc Hálaadó és könyörgő imádságai. Kolosvárat, 1682 (1940)
- Ne féltsétek ti a Krisztus igazságát! Gyöngyszemek a XVI. és XVII. század magyar protestáns irodalmából (1941)
- Rimaszombati Kazai János: Zöld olajfaágat szájában hordozó Noé galambja. Bártfa, 1708 (1944)
- Huszár Gál: Az Úr Jézus Krisztusnak szent vacsorájáról, kínszenvedéséről és dicsőséges feltámadásáról való prédikációk. Magyaróvár, 1558 (1945)
- Melius Juhász Péter: A Krisztus közbenjárásáról való prédikációk. Debrecen, 1561 (1948)

### 1990–
A sorozat 1948-ban megszűnt, azonban 1990-ben újraindították, de csak egy kötete jelent meg. Majd hosszú kimaradás után egy másik.
- Kultsár György: Az halálra való készöletről rövid tanóság (1990)
- Révész Imre: A Szent Pál apastal levelének mellyet a colossabelieknek irt predicacio szerént való magyarázatja I–II. (2011)